# André Bragantini Júnior
André Bragantini Júnior (São Paulo, 13 de outubro de 1978) é um automobilista brasileiro, vice-campeão da Stock Car Light em 2007.

## Carreira
André Bragantini Júnior começou no kart. Passou pelas categorias Brasileiro de Marcas, Supertouring Sudam, Copa Clio, Stock Car Brasil, Stock Light, Stock Car V8 e Copa Fiat, entre outras.
Bragantini é portador da doença síndrome de Tourette, que descobriu na infância. A síndrome de Tourette causa espasmos involuntários pelo corpo. Em 2008, André foi a quinta pessoa no Brasil a realizar uma cirurgia, que tinha a intenção de diminuir os espasmos.

## Conquistas
- 1996: campeão Fiat Uno - Novatos
- 1997: campeão Copa Fiat Palio - Geral B
- 1998: bicampeão Copa Fiat Palio - Geral A
- 2000: Campeão Copa Corsa Metrocar
- 2001: Campeão DTM Pickup

- 2002: vice-campeão da Copa Clio Brasil
- 2006: terceiro na Copa Clio Brasil
- 2007: vice-campeão da Stock Car Light
- 2010: vice-campeão do Trofeo Linea
- 2012: vice-campeão da Copa Fiat